# 格拉尼特涅 (薩爾內區)
51°15′57″N 26°56′12″E / 51.26583°N 26.93667°E
格拉尼特涅（烏克蘭語：Гранітне），是烏克蘭的村落，位於該國西北部羅夫諾州，由薩爾內區負責管轄，始建於1938年，面積0.12平方公里，海拔高度177米，2001年人口535，人口密度每平方公里4,421.5人。